# Die Mathematik der Anna Depenbusch
Die Mathematik der Anna Depenbusch är det andra studioalbumet från den tyska sångerskan Anna Depenbusch som gavs ut den 14 januari 2011. Albumet innehåller 12 låtar. "Wir sind Hollywood" släpptes år 2010 som albumets första och enda singel. Albumet spelades in i Hafenklang Studio i Hamburg. Anna Depenbusch producerade albumet själv och har själv skrivit text och musik till alla låtar.

## Låtlista
1. Tim liebt Tina – 2:44
2. Glücklich in Berlin – 2:57
3. Monoton – 3:11
4. Astronaut – 4:17
5. Wir sind Hollywood – 3:13
6. Madame Clicquot – 2:53
7. Das Lied vom Kuss – 3:36
8. Wenn du nach Hause kommst – 3:31
9. Ebbe und Flut – 3:21
10. Alles auf Null – 3:06
11. Tanz mit mir (Haifischbarpolka)  – 4:27
12. Kommando Untergang – 3:51

## Listplaceringar
| Lista (2011) | Topplacering |
| ------------ | ------------ |
| Tyskland     | 25           |